# Monland Restoration Army
Die Monland Restoration Army ist der bewaffnete Arm der Honsawatoi Restoration Party, einer politischen Vereinigung, die sich für die Rechte des Volks der Mon in Myanmar, dem ehemaligen Birma, einsetzt.
Die Monland Restoration Army ist eine Splittergruppe der Mon National Liberation Army (MNLA) und wurde im November 2001 von Nai Pan Nyunt, einem Hauptmann der MNLA, gegründet.